# Babatunde Aiyegbusi
Babatunde Lukasz Aiyegbusi (Oleśnica, 26 de mayo de 1988) es un luchador profesional y exjugador de fútbol americano polaco-nigeriano. Es conocido por haber trabajado para la empresa WWE, donde se presentó bajo los nombres de Dabba-Kato, y Commander Azzez.
Anteriormente jugó para varios equipos de la Liga Polaca de Fútbol Americano, y estuvo con los Minnesota Vikings durante la pretemporada de 2015.

## Primeros años
Nacido de madre polaca y padre nigeriano, Babatunde comenzó a jugar fútbol americano en 2005 como liniero ofensivo. Jugó en la Liga Polaca de Fútbol Americano para los Wrocław Crew, Wrocław Giants y Warsaw Eagles y en la German Football League para los Dresden Monarchs. En 2015, Ayegbusi fue contratado por los Minnesota Vikings de la National Football League y participó en su programa de pretemporada, jugando tres juegos de pretemporada antes de ser liberado como parte de los recortes de la lista antes de la temporada 2015 de la NFL.

## Carrera como luchador profesional

### WWE (2016-2023)
El 12 de abril de 2016, Babatunde se unió al WWE Performance Center como parte de una nueva clase de reclutas. Hizo su debut en la lucha libre profesional en un house show de NXT en Orlando, Florida el 30 de septiembre de 2016, compitiendo en una battle royal. En abril de 2018, Babatunde comenzó a acompañar a Lio Rush al ring en los house shows de NXT hasta que Rush fue llamado a la lista principal como parte de 205 Live. Babatunde hizo su debut televisado el 27 de abril en Greatest Royal Rumble, ingresando al combate como el participante 37 y siendo eliminado por el eventual ganador Braun Strowman. El 10 de mayo de 2019, Babatunde hizo su debut en Evolve en Evolve 127, al derrotar a Adrian Alanis.
El 3 de agosto de 2020, Babatunde haría su regreso a la televisión y su debut en Raw. Debutaría como parte de un segmento de Raw llamado Raw Underground bajo el nombre de Dabba-Kato. En dicho segmento inició una racha ganadora que culminó el 21 de septiembre a manos de Braun Strowman. Al suspenderse las emisiones de Raw Underground, Dabba-Kato también desapareció de la programación. Babatunde hizo su regreso el 11 de abril de 2021 en la segunda noche de WrestleMania 37, ayudando a Apollo Crews a conquistar el Campeonato Intercontinental tras atacar al entonces campeón Big E, confirmandose su nuevo gimmick cambiado su nombre a Commander Azzez.
A inicios de 2022, en el Raw del 3 de enero, junto a Apollo Crews fueron derrotados por The Street Profits (Angelo Dawkins & Montez Ford), en el Raw del 17 de enero, junto a Apollo Crews & The Dirty Dawgs (Dolph Ziggler & Robert Roode) fueron derrotados por The Mysterios (Dominik & Rey Mysterio) The Street Profits (Angelo Dawkins & Montez Ford). En junio, Crews y Azeez fueron enviados a NXT 2.0, y sus perfiles en WWE.com se trasladaron a la sección de NXT 2.0 para reflejar eso. El 4 de febrero de 2023, hizo su regreso a NXT en el evento NXT Vengeance Day durante el combate entre Carmelo Hayes y Apollo Crews, recuperando el nombre de Dabba-Kato, atacando primeramente a Trick Williams y al finalizar el combate atacando a Apollo Crews para sorpresa de todos. El 21 de septiembre, Aiyegbusi fue liberado de su contrato por WWE.